# Campionat del món de rem de 2004
El campionat del món de rem de 2004 va ser el campionat del món que es va celebrar entre el 27 de juliol i l'1 d'agost de 2004 a l'estany de Banyoles, al municipi homònim de Catalunya. Com que el 2004 era any olímpic pel rem, el campionat del món no va incloure cap categoria olímpica programada pels Jocs Olímpics d'Atenes.

## Resultats
| Categoria: | Or: | Temps   | Plata: | Temps    | Bronze: | Temps   |
| Masculí    | |         | |          | |         |
| M4+        | Itàlia · Lorenzo Carboncini (b) · Stefano Introzzi (2) · Edoardo Verzotti (3) · Valerio Massimo (s) · Alessandro Speranza (c)                                                                          | 6:11.53 | Canadà · Robert Weitemeyer (b) · Malcolm Howard (2) · Peter Dembicki (3) · Andrew Ireland (s) · Stephen Cheng (c) | 06:11.55 | Estats Units · Andrew Brennan (b) · Paul Daniels (2) · Steve Coppola (3) · Josh Inman (s) · Marcus McElhenney (c)                                                                   | 6:11.97 |
| M2+        | Itàlia · Mattia Trombetta (b) · Mario Palmisano (s) · Luigi Longobardi (c) | 6:54.46 | Polònia · Marcin Wika (b) · Piotr Basta (s) · Rafal Cholewinski (c) | 6:55.63  | Dinamarca · Gunnar Levring (b) · Morten Nielsen (s) · Jacob Neergaard (c) | 6:56.12 |
| LM1x       | Alemanya · Peter Ording | 7:03.04 | Suïssa · Stephan Steiner | 7:18.53  | Ucraïna · Oleksandr Serdiuk | 7:05.93 |
| LM4x       | Itàlia · Franco Sancassani (b) · Alessandro Lodigiani (2) · Daniele Gilardoni (3) · Marcello Miani (s)                                                                                                 | 5:58.38 | Canadà · Jeff Bujas (b) · Scott Moore (2) · Matt Jensen (3) · Daniel Parsons (s) | 5:58.57  | Alemanya · Nils Budde (b) · Matthias Schömann-Finck (2) · Nils Ipsen (3) · Jens Wittwer (s)                                                                                         | 6:01.43 |
| LM2-       | Dinamarca · Bo Helleberg (b) · Mads Kruse Andersen | 6:40.29 | Itàlia · Nicola Moriconi (b) · Salvatore Di Somma | 6:40.59  | Canadà · Douglas Vandor (b) · Mike Lewis (s) | 6:44.03 |
| LM8+       | França · Franck Solforosi (b) · Damien Margat (2) · Alexis Saitta (3) · Jérémy Pouge (4) · Franck Bussiere (5) · Vincent Faucheux (6) · Nicolas Planque (7) · Fabien Tilliet (s) · Nicolas Majerus (c) | 5:42.49 | Itàlia · Santino Faggioli (b) · Luigi Scala (2) · Bruno Pasqualini (3) · Giuseppe Del Gaudio (4) · Fabrizio Gabriele (5) · Stefano De Piccoli (6) · Livio La Padula (7) · Emanuele Federici (s) · Gianluca Barattolo (c) | 5:43.88  | Austràlia · George Roberts (b) · Sam Waley (2) · Ross Brown (3) · Kaspar Hebblewhite (4) · Thomas Gibson (5) · Tom Nicholls (6) · Tim Smith (7) · Samuel Beltz (s) · Marc Douez (c) | 5:46.64 |
| Femení     | |         | |          | |         |
| W4-        | França · Marjolaine Rossit (b) · Celia Foulon (2) · Audrey Galy (3) · Marie Le Nepvou (s) | 6:36.28 | Rússia · Valeriya Starodubrovskaya (b) · Yulia Inozemtseva (2) · Natalia Melnikova (3) · Vera Pochitaeva (s) | 6:38:00  | Belarús · Iryna Bazyleuskaya (b) · Natallia Lialina (2) · Tamara Samakhvalava (3) · Hanna Nakhayeva (s)                                                                             | 6:38:07 |
| LW1x       | Alemanya · Nina Gäßler | 7:38.51 | Regne Unit · Jo Hammond | 7:40.22  | Finlàndia · Minna Nieminen | 7:40.27 |
| LW4x       | R.P. de la Xina · Wang Yanni (b) · Deng Yanping (2) · Tan Meiyun (3) · Zhou Weijuan (s) | 6:36.78 | Canadà · Gen Meredith (b) · Sheryl Preston (2) · Shona Mclaren (3) · Elizabeth Urbach (s) | 6:40.86  | Estats Units · Maria Picone (b) · Mary Obidinski (2) · Julie Nichols (3) · Renee Hykel (s)                                                                                          | 6:42.56 |

## Medaller
| Posició | Estat           | Or | Plata | Bronze | Total |
| ------- | --------------- | -- | ----- | ------ | ----- |
| 1       | Itàlia          | 3  | 2     | 0      | 5     |
| 2       | Alemanya        | 2  | 0     | 1      | 3     |
| 3       | França          | 2  | 0     | 0      | 2     |
| 4       | Dinamarca       | 1  | 0     | 1      | 2     |
| 5       | R.P. de la Xina | 1  | 0     | 0      | 1     |
| 6       | Canadà          | 0  | 3     | 1      | 4     |
| 7       | Regne Unit      | 0  | 1     | 0      | 1     |
| 7       | Rússia          | 0  | 1     | 0      | 1     |
| 7       | Suïssa          | 0  | 1     | 0      | 1     |
| 7       | Polònia         | 0  | 1     | 0      | 1     |
| 11      | Estats Units    | 0  | 0     | 2      | 2     |
| 12      | Finlàndia       | 0  | 0     | 1      | 1     |
| 12      | Belarús         | 0  | 0     | 1      | 1     |
| 12      | Ucraïna         | 0  | 0     | 1      | 1     |
| 12      | Austràlia       | 0  | 0     | 1      | 1     |
| Total   | Total           | 9  | 9     | 9      | 27    |